# Sathuvachari
Sathuvachari es una ciudad y municipio situada en el distrito de Vellore en el estado de Tamil Nadu (India). Su población es de 56951 habitantes (2011). Se encuentra a 6 km de Vellore y a 64 km de Kanchipuram.

## Demografía
Según el censo de 2011 la población de Sathuvachari era de 56951 habitantes, de los cuales 28207 eran hombres y 28744 eran mujeres. Sathuvachari tiene una tasa media de alfabetización del 89,80%, superior a la media estatal del 80,09%: la alfabetización masculina es del 94,10%, y la alfabetización femenina del 85,61%.